# Escándalo de la torre de Nesle

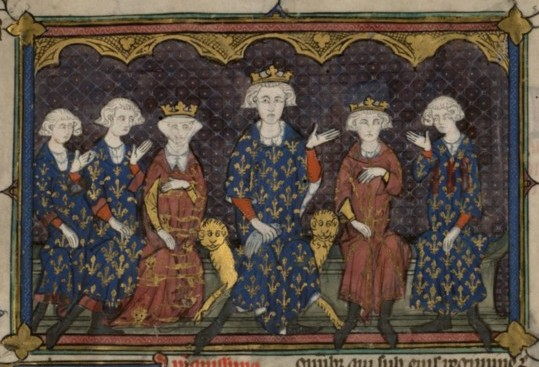
Varios de los protagonistas del «asunto de la torre de Nesle», según una pintura de 1315, al año siguiente de que estallara el escándalo. Felipe IV de Francia (centro) y su familia: de izquierda a derecha, Carlos, Felipe, su hija Isabel, el rey, su hijo mayor y heredero Luis y su hermano Carlos de Valois.

El escándalo de la torre de Nesle fue un suceso que afectó a la familia real francesa en 1314. Las tres nueras del rey Felipe IV de Francia fueron acusadas de adulterio. Aparentemente, las acusaciones partieron de la única hija de Felipe IV, Isabel de Francia, reina consorte de Inglaterra. La torre del palacio de Nesle en París es donde se cree que ocurrieron los hechos. Este escándalo provocó la detención, tortura, ejecución y encarcelamiento de varias personas, y tuvo graves consecuencias para la dinastía de los Capetos en sus últimos años.

## Contexto

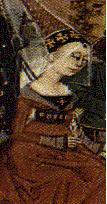
La reina Isabel de Inglaterra fue la primera que informó a su padre de los rumores que acusaban de adulterio a sus cuñadas

El escándalo real sucedió a finales del difícil reinado de Felipe IV, conocido como "le Bel" (el Hermoso) por su gallardía. Felipe IV era un hombre notablemente imperturbable: su contemporáneo, el obispo de Pamiers, lo describió como «Ni hombre ni animal, sino estatua». Algunos historiadores actuales han señalado que «cultivaba una reputación de rey cristiano y mostraba pocas debilidades de la carne». A lo largo de su reinado, Felipe intentó reforzar la autoridad y prestigio de la Corona francesa, recaudando nuevos impuestos, creando instituciones de gobierno, iniciando guerras contra sus enemigos y en ocasiones, desafiando la autoridad de la Iglesia. Poco antes de la crisis, Felipe había tenido un papel protagonista en la aniquilación de la Orden del Temple en Francia. No obstante, hacia 1314, tenía problemas financieros y se encontraba en una situación política cada vez más difícil en su país, por lo que algunos historiadores sugieren que su debilitada posición pudo haber contribuido a la crisis monárquica que siguió al escándalo.
Felipe IV tenía tres hijos, Luis, Felipe y Carlos. Como era habitual en la época, los tres se casaron por motivos políticos. En principio, estaba previsto que Luis se casara con Juana II de Borgoña, hija mayor de Otón IV de Borgoña y de la condesa Mahaut de Artois, pero el rey decidió que se casara en 1305 con Margarita de Borgoña, hija de Roberto II de Borgoña, casando Juana en 1307 con el hijo mediano del rey, Felipe. El menor, Carlos, se casó en 1308 con Blanca de Borgoña, hija también de Otón IV.
Los tres matrimonios tuvieron distinta suerte. El de Luis fue probablemente desgraciado: se dice que Luis, conocido como «el Hutín», practicaba el juego de palma real que pasar tiempo con la «vital y curvilínea» Margarita. Carlos, hombre relativamente conservador, además de estricto y presuntuoso, tuvo un matrimonio mediocre. Por el contrario, la inusual generosidad de Felipe con su esposa Juana fue notable. La pareja tuvo un considerable número de hijos en un corto espacio de tiempo y a lo largo de los años, Felipe escribió numerosas cartas de amor a su esposa.
Felipe el Hermoso casó a su hija Isabel con Eduardo II de Inglaterra en 1308, en un intento de resolver los conflictos causados por las disputas territoriales en Aquitania y Flandes. El matrimonio de Isabel resultó difícil, sobre todo debido a la íntima relación de Eduardo II con su amigo y probable amante Piers Gaveston. Isabel pidió ayuda en numerosas ocasiones a su padre por los problemas que le ocasionó su matrimonio inglés.

## El escándalo

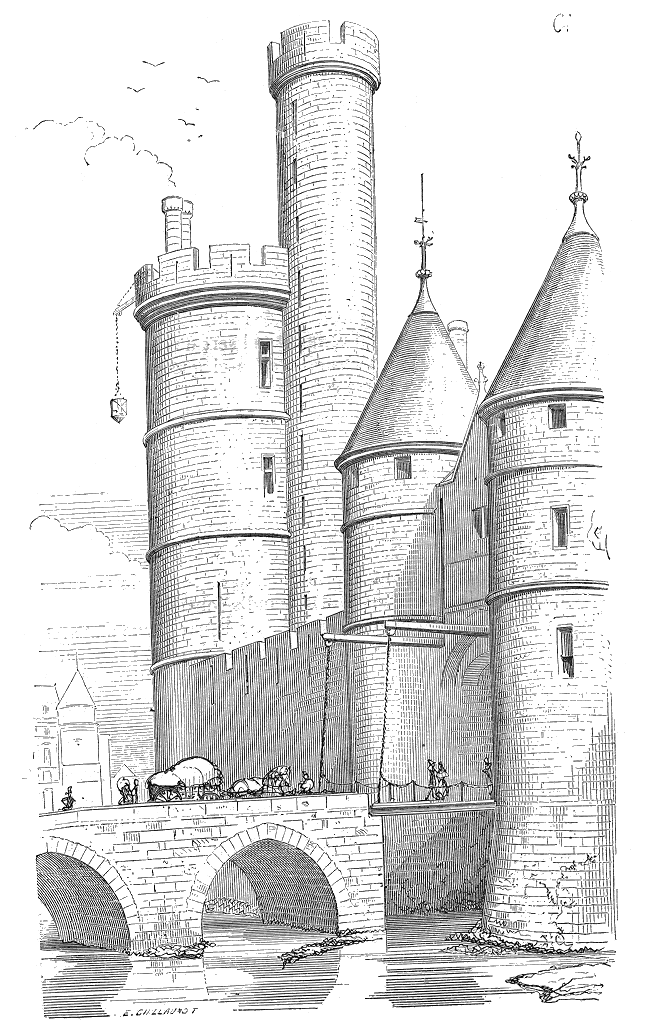
Representación del de la torre de Nesle, donde supuestamente se consumaron los adulterios, por Eugène Viollet-le-Duc

La mayoría de relatos sobre el escándalo comienzan con la visita de los reyes de Inglaterra a Francia en 1313. Durante la visita, Luis y Carlos habían organizado un espectáculo satírico de títeres para sus invitados, y después, Isabel regaló unos monederos bordados a sus hermanos y a las esposas de estos. Aparentemente, unos meses después, Isabel y Eduardo vieron que los monederos que habían regalado a sus cuñadas estaban en manos de dos caballeros normandos hermanos, Gautier y Philippe d'Aunay. Isabel concluyó que entre ellos y las esposas de los príncipes tenía que haber un asunto ilícito y parece ser que informó a su padre en su siguiente visita a Francia, en 1314.
Felipe IV mandó vigilar a los caballeros durante un tiempo, y el escándalo comenzó a tomar forma. Las acusaciones se centraron en la hipótesis de que Blanca y Margarita habían comido, bebido y perpetrado adulterio con Gautier y Philippe d'Aunay en la torre de Nesle durante algún tiempo. El lugar era una vieja torre de guardia situada en París, a orillas del río Sena, que el rey había comprado en 1308. En cuanto a la tercera cuñada, Juana, se dijo que podría haber estado presente en alguno de estos encuentros y conocer lo que sucedía, aunque ciertas acusaciones posteriores sugerían que también ella habría cometido adulterio.
La mayoría de los historiadores tienden a creer que las acusaciones contra Blanca y Margarita eran verdaderas, aunque algunos se muestran escépticos. Algunos expertos sugieren que Isabel podría haber tenido una motivación política para hacer estas acusaciones: acababa de dar a luz a su hijo Eduardo, y en teoría, la eliminación de sus tres cuñadas podría allanar su camino al trono de Francia. Otros expertos argumentan que es poco probable la existencia de ese plan, dada la posibilidad de que los hermanos volvieran a casarse y tuvieran hijos varones en los años siguientes. Algunos cronistas contemporáneos sugieren que Enguerrand de Marigny, el impopular Gran Chambelán de Francia de Felipe IV, habría tendido una trampa a los caballeros y damas involucrados.
Tras un periodo de vigilancia, Felipe IV hizo públicas las acusaciones y mandó detener a los implicados. Según algunos estudiosos,  Gautier y Philippe d'Aunay intentaron huir a Inglaterra, pero al final fueron interrogados y torturados por oficiales franceses. Ambos confesaron el adulterio y fueron declarados culpables de un crimen de lesa majestad. Blanca y Margarita fueron juzgadas ante el Parlamento y declaradas culpables de adulterio. Se les afeitó la cabeza y se les sentenció a cadena perpetua. Juana también fue juzgada ante el Parlamento, pero fue declarada inocente, en parte gracias a la influencia de su marido, Felipe.

## Impacto
El escándalo de la torre de Nesle provocó el encarcelamiento de Blanca y Margarita, y la ejecución de sus amantes. Tras ser torturados, los caballeros culpables, Gautier y Philippe, fueron ejecutados. Según la mayoría de las crónicas, primero los castraron, y después fueron ahorcados, eviscerados y descuartizados o desollados, sometidos a la rueda y colgados. El episodio provocó un fuerte disgusto a Felipe IV, y ciertos expertos consideran que podría haber contribuido a su muerte, ese mismo año. Durante un tiempo, Isabel fue muy criticada en Francia por no defender a sus cuñadas. Su propio matrimonio fracasó estrepitosamente años más tarde, y muchos historiadores señalan a Isabel como responsable del asesinato de su marido Eduardo II en 1327, después de que ella tomara el poder en Inglaterra junto con su amante, Roger Mortimer, en 1326.
A causa del vacío de poder en el trono papal entre la muerte de Clemente V en 1314 y la elección de Juan XXII en 1316, el matrimonio de Margarita con Luis no pudo anularse. Margarita fue encarcelada en una mazmorra del Castillo Gaillard. Luis ocupó el trono ese mismo año, tras la muerte de Felipe IV, siendo coronado oficialmente en agosto de 1315. Margarita seguía viva por entonces, pero poco después, el 14 de agosto, murió en prisión en extrañas circunstancias, probablemente asesinada. Cinco días después, Luis casó en segundas nupcias con Clemencia de Hungría, sobrina como él mismo de Carlos de Valois, que también era su más cercano consejero. El propio Luis murió un año más tarde, en 1315, tras caer enfermo después de un partido de pelota.

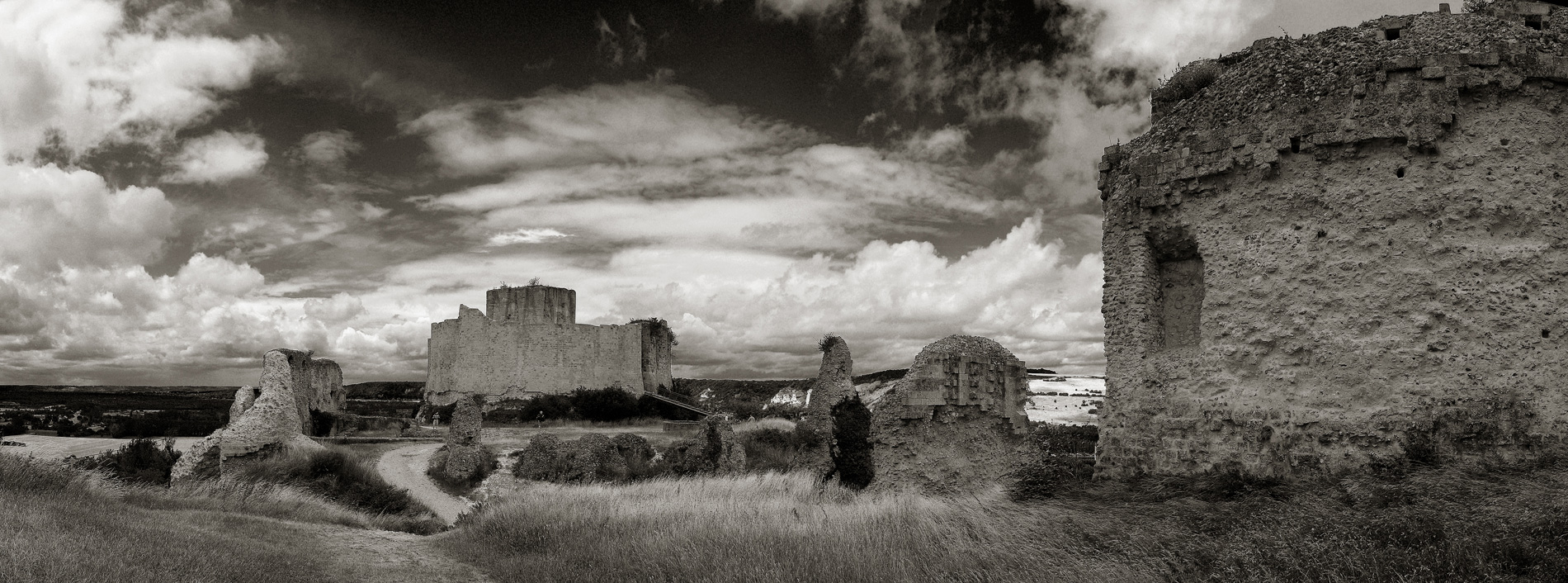
Ruinas del Castillo Gaillard, donde fueron encarceladas Margarita y Blanca tras ser halladas culpables de adulterio en 1314.

Juana quedó bajo arresto domiciliario en el castillo de Dourdan después de que el Parlamento la declarara inocente con la sospecha de que también ella podría haber cometido adulterio, pero siguió contando con el apoyo de su marido, Felipe. Felipe maniobró para conseguir su liberación, que se produjo al año siguiente, y Juana volvió a la corte. No está claro por qué mostró Felipe ese apoyo tan incondicional. Según una teoría, le preocupaba perder no solo a Juana, sino también el condado de Borgoña que ella había aportado como dote al matrimonio. Otra teoría sugiere que, en realidad, estaba muy enamorado de ella. Con la muerte del rey Juan I de Francia, hijo póstumo de  Luis, a los pocos días de su nacimiento, Felipe ascendió a rey de Francia como Felipe V el "Largo" y Juana se convirtió en reina consorte de Francia, siéndolo durante varios años. Tras la muerte de Felipe, heredó el Condado de Artois de su madre, y el condado de Borgoña de su padre (debido a que su hermano menor ya había fallecido), títulos que mantuvo hasta su fallecimiento en 1330 y que heredaría a su hija mayor Juana III de Borgoña. 
Blanca siguió encarcelada en el Castillo Gaillard durante ocho años, hasta 1322, año en que Carlos subió al trono. Ya convertido en rey, Carlos siguió negándose a conceder la libertad a Blanca, y en vez de hacerlo, pidió la anulación de su matrimonio y encerró a Blanca en la abadía de Maubuisson. Tras obtener la nulidad, Carlos se casó inmediatamente con María de Luxemburgo. Blanca, con la salud muy deteriorada por los años pasados en la mazmorra, murió al año siguiente.

## Repercusiones y consecuencias
El escándalo dañó considerablemente la reputación de las mujeres en los círculos de poder en Francia, contribuyendo a la forma en que años más tarde se implementó la ley Sálica sobre la sucesión al trono; «François de Meyronnes ya había escrito un tratado sobre la lex voconia, que excluía a las mujeres de la sucesión, consagrando los principios fundamentales adoptados más adelante en el siglo para justificar la práctica real en Francia.»
Al morir Luis inesperadamente en 1316, los partidarios de su hija mayor, Juana II de Navarra, sembraron sospechas, posiblemente por interés político, sobre su paternidad a causa del escándalo aun cuando Juana nació varios años antes, y entre los nobles franceses creció la suspicacia ante la posibilidad de que una mujer heredara el trono. En lugar de Juana, fue su tío Felipe, hermano de Luis, el que tomó el poder. Cuando Felipe murió también joven, y un tercer hermano, más joven, Carlos, le sucedió aunque tampoco vivió mucho tiempo después de casarse en terceras nupcias, muriendo asimismo sin heredero varón.
Aunque formalmente se invocó la interpretación de la ley Sálica años más tarde, hacia 1358 como argumento en contra de las aspiraciones al trono de Francia por parte de Carlos II de Navarra, se ha visto en este escándalo el origen de su reinstauración ya que provocó dudas —o se usó como argumento para provocarlas— sobre la sucesión al trono francés. A pesar de que Felipe de Valois, hijo de Carlos de Valois, reclamó el trono con el apoyo de numerosos nobles, Eduardo III de Inglaterra, hijo de Isabel de Francia, también alegó sus derechos, iniciando por esta causa la Guerra de los Cien Años (1337–1453). De no haberse suscitado el escándalo de la torre de Nesle, cuyo escenario permitió la aprobación de la Ley Sálica, Juana II de Navarra hubiera reinado también en Francia, en lugar de Felipe V. En el reino de Navarra, por contra, todos estos acontecimientos no fueron obstáculo para el reconocimiento del derecho de la reina a la Corona navarra.
El suceso también tuvo impacto en la cultura europea. Los expertos que estudian el tema del amor cortés han observado que las narrativas sobre reinas adúlteras desaparecen poco después del escándalo de la torre de Nesle, lo que sugiere que el tema resultaba menos aceptable o entretenido tras las ejecuciones y el encarcelamiento de los implicados. El dramaturgo francés Alejandro Dumas utilizó esta historia en 1832 como base de su obra «La torre de Nesle», una obra de teatro romántica y de suspense que reconstruye crímenes medievales. «El rey de hierro», novela de Maurice Druon que inicia la serie de siete volúmenes Los Reyes Malditos (1955-1977), describe el escándalo y las subsiguientes ejecuciones de forma sensacionalista e imaginativa, atribuyendo a Roberto de Artois (primo hermano de Juana y de Blanca, y que se encontraba enemistado con la madre de ambas, Matilde de Artois, como consecuencia del proceso de sucesión del condado de Artois, favorable a Matilde) el ser responsable de haber instigado a Isabel de Francia a descubrir a sus cuñadas.
La torre de Nesle fue destruida en 1665.